# Metlika
Metlika este un oraș din comuna Metlika, Slovenia, cu o populație de 3.225 de locuitori.

## Personalități născute aici
- Črtomir Nagode (1903 - 1947), geolog, politician sloven.